# Podocarpus vanuatuensis
Podocarpus vanuatuensis — вид хвойних дерев родини Podocarpaceae. Батьківщиною цього виду є Вануату.